# Оунасйоки
О́унасйо́ки (фин. Ounasjoki, северносаам. Ovnnesjohka) — река в северной части Финляндии, крупнейший приток реки Кемийоки. Длина Оунасйоки составляет около 300 км, по другим данным — 280 км; площадь бассейна — 13 968 км² (27 % от площади бассейна Кемийоки).
Берёт начало из озера Оунасъярви на территории общины Энонтекиё. Высота истока — 450 м над уровнем моря. Сперва течёт в восточном направлении, но через 7 км поворачивает на юг и течёт главным образом в южном и юго-восточном направлении вплоть до слияния с Кемийоки в Рованиеми. Основные притоки: Няккяляйоки, Кяккялёойки, Лоукинен, Мелтаусьоки, Маррасьоки и др. В реке встречаются все виды рыб, характерные для северной Финляндии: хариус, форель, щука и другие.